# Janaína Lima
Janaína Lima  (São Paulo, 20 de dezembro de 1983) é uma advogada e política brasileira, filiada ao Progressistas (PP). Entre 2017 a 2025 exerceu mandato de vereadora pelo município de São Paulo, capital do estado homônimo. Foi integrante da Global Shapers, iniciativa do Fórum Econômico Mundial, além de já ter concorrido a uma cadeira na Organização das Nações Unidas Mulheres América Latina e Caribe, fazendo parte da rede NEXUS Brasil (ligada à Nações Unidas). É líder do RAPS (Rede de Ação Política pela Sustentabilidade) desde 2015 e já recebeu premiações nacionais e internacionais, destacando-se entre eles o Prêmio Primeira Safira do Rotary International.

## História
Nascida no bairro Jardim Irene, no distrito de Capão Redondo periferia de São Paulo, é filha de um motorista de ônibus e uma líder comunitária. Se auto-alfabetizou aos 5 anos de idade, conseguindo uma bolsa para estudar em um colégio particular e, assim, conseguiu entrar no curso de direito, se formando na Faculdades Integradas Rio Branco através de bolsa.
Aos 18 anos, liderou um projeto de alfabetização de jovens e adultos, além de trabalhos de conscientização das drogas e de redução da violência contra a mulher. No poder público, foi subsecretária de Juventude no Governo do Estado de São Paulo. Atuou como líder e porta-voz do Movimento Vem pra Rua, mobilizando milhões às ruas favoráveis ao impeachment de Dilma Rousseff. Em 2016, elegeu-se primeira vereadora do Partido Novo em São Paulo, com 19.426 votos.

## Atuação parlamentar
Na Câmara Municipal de São Paulo é a vice-presidente da Comissão Extraordinária Permanente de Defesa dos Direitos da Criança, do Adolescente e da Juventude (além de ser líder da bancada do Partido Novo). O mandato de Janaína Lima é destaque por cortar gastos de gabinete e ser a segunda vereadora da Câmara Municipal de São Paulo com menor gasto no ano de 2017. Seu mandato também é referência na defesa de politicas para primeira infância em São Paulo. Janaína, com o apoio de dezenas de outros vereadores e da Fundação Marília Cecília Souto Vidigal, redigiu e apresentou o projeto que instituiu o Marco Legal da Primeira Infância em São Paulo. Sancionada em 2017, a proposta resultou na lei 16.710/2017, que estabelece uma série de diretrizes para políticas públicas em favor do desenvolvimento das crianças de zero a seis anos de idade. A vereadora também publicou artigo sobre o tema no jornal O Estado De São Paulo.
O fomento ao empreendedorismo é outra bandeira importante do mandato de Janaína Lima. A vereadora é autora da lei 16.944/18, que institui aulas sobre conceitos de empreendedorismo e gestão na rede pública municipal de ensino. Entre esses conceitos estão: ética, livre iniciativa, sustentabilidade, cooperação, educação financeira, cultura organizacional, gestão de negócios e de mercado e inovação. A medida aguarda a regulamentação da Prefeitura de São Paulo para ser aplicada. Janaína Lima também propôs o projeto 29/2017 que dispõe, sobretudo, da desburocratização dos processos de abertura e fechamento de empresas, criando um local de serviços integrados e simplificados ao pequeno e médio empresário. Uma das suas mais recentes propostas é disponibilizar parte do seu gabinete na Câmara Municipal para cidadãos trabalharem de forma cooperativa em soluções para os problemas da cidade de São Paulo.
No seu início de mandato, a vereadora propôs uma proposta de revogação de leis, consideradas inúteis e que são pouco colocadas em prática na realidade.

### Projeto: Embaixadores da Mudança
O Embaixadores da Mudança é um projeto criado por Janaína Lima com o objetivo de engajar cidadãos no trabalho por mudanças em seus próprios bairros. A plataforma é de livre participação para qualquer interessado, basta cadastrar-se em um formulário presente no seu site. Segundo conota o canal oficial da vereadora, a iniciativa já resultou em mais de 240 projetos por melhorias na cidade.

## Desempenho eleitoral
| Ano  | Eleição                | Partido | Cargo            | Votos  | %     | Resultado | Ref    |
| ---- | ---------------------- | ------- | ---------------- | ------ | ----- | --------- | ------ |
| 2016 | Municipal de São Paulo | NOVO    | Vereadora        | 19.426 | 0,36% | Eleita    | [ 29 ] |
| 2020 | Municipal de São Paulo | NOVO    | Vereadora        | 30.931 | 0,60% | Eleita    | [ 30 ] |
| 2022 | Estaduais em São Paulo | MDB     | Deputada Federal | 10.355 | 0,04% | Suplente  | [ 31 ] |
| 2024 | Municipal de São Paulo | PP      | Vereadora        | 12.215 | 0,21% | Suplente  | [ 32 ] |